# بوريس كونستانتينوف
بوريس كونستانتينوف (بالروسية: Константинов, Борис Павлович)‏ (و. 1910 – 1969 م) هو فيزيائي من الإمبراطورية الروسية . ولد في سانت بطرسبرغ.
وكان عضواً في الأكاديمية الروسية للعلوم .
توفي في سانت بطرسبرغ ، عن عمر يناهز 59 عاماً.

## التعليم
تعلم في Saint Petersburg State Polytechnical University

## جوائز
حصل على جوائز منها:
- جائزة الاتحاد السوفيتي الحكومية
- بطل العمل الاشتراكي
- وسام لينين
- وسام الراية الحمراء من حزب العمال.